# Филип I Араб
Марк Юлий Филип (на латински: Marcus Julius Philippus) е римски император в периода 244 – 249. В историята е запомнен като Филип I Арабина, поради произхода му.
За живота и управлението му са запазени откъслечни детайли. Един от т.нар. „Войнишките императори“ през епохата на криза в Римската империя през III век. Възкачва се на трона при твърде съмнителни обстоятелства. Според някои автори е възможно той да е бил първият император-християнин. При неговото властване е отпразнувана 1000-годишнината на Рим. Отначало установява добри отношения със Сената, но общественото мнение възприема Филип като варварин, узурпатор и чуждоземец, което води до серия от метежи и до края на неговото управление.

## Произход и път към властта
Филип Арабина бил роден около 204 г. в бедуинския лагер Шахба, на 55 мили югоизточно от Дамаск. Той е син на Юлий Марин – арабски шейх, получил римско гражданство, предводител на наемници, загинал при грабежа над някакво селище. След възкачването си на трона Филип издейства баща му да бъде обожествен от Сената и преименува родното си село Филипополис, в своя чест, където насред пустинята биват построени величествени сгради.
Начело на спомагателни отряди, Филип служел на Рим и влиза в средите на провинциалната римска аристокрация, женейки се за Марция Отацилия Севера през 230 г. Всъщност той дължи издигането си на своя брат Гай Юлий Приск, член на конническото съсловие, военачалник на императорите, префект на Месопотамия, вице-управител на Египет, прокуратор в Македония. По времето на Гордиан III, Приск достига поста на преториански префект, назначен от колегата си Тимеситей. След смъртта на последния, Приск назначава на мястото му своя брат Филип. Двамата префекти концентрират значителна власт в ръцете си.
През 243 – 244 г. братята вероятно саботират кампанията на младия Гордиан III в Месопотамия като разстройват снабдяването с провизии, изкуствено предизвиквайки глад сред армията. На инсценирания процес край Резена (в дн. Ирак) недоволните войници свалят законния император и издигнат на негово място Филип Арабина. Съвременна постановка на събитията, предполага че Гордиан III е починал от заболяване или усложнение на травма, а заговорът в който е обвиняван Филип до голяма степен може да е бил изфабрикуван от противниците му.

### Религиозни възгледи
Според Евсевий е възможно Филип Арабина да е бил първият император-християнин. Евсевий казва, че по-късните гонения на християните от Деций Траян, са продиктувани от личната омраза на Деций към Филип. Евсевий съобщава също, че християнският учител и апологет Ориген е написал едно писмо до Филип и друго до Отацилия Севера. Макар че е доста вероятно Филип да е добре запознат с християнството, и дори може би да се е отнасял с уважение към християнските учения и лидери, е малко вероятно той да е бил християнин. Филип както и другите римски императори от трети век, използва езически символи и звания и продължава да следва държавната религия. Не прави подобрения в правния статут на християните и тяхната религия. Нещо повече, предполагаемото християнство на Филип никога не е било потвърдено от нехристиянските автори.

## Управление
Филип бърза да стъпи в Рим, за да узакони възкачването си, изпреварвайки други евентуални претенденти. С щедри дарения той привлича подкрепата на източните легиони, а към Сената в Рим са изпратени известия за издигането му начело на войските като император. Продиктуван от несигурност е сключеният неизгоден мир с персите, задължаващ Римската империя да изплаща големи суми (50 млн. сестерции годишно) във вид на данък. Филип се оттегля от Месопотамия, изоставяйки всички успехи на предходника си. В Сирия, с почти абсолютна власт и титлата Ректор Ориентис, е назначен да се разпорежда брат му Приск – губернатор, известен с твърда ръка. Легионите се завръщат от изток начело с нов император, при това неримлянин по произход, а тяхното отстъпление е оповестено като победа.
В началото Филип е приветстван от войската и простолюдието заради мира и подаръците които раздава. Представляващия второстепенен фактор Сенат гласува на новия принцепс всички формални императорски отличия и правомощия. Така той бива официално признат за приемник на обожествения по негово настояване Гордиан. Но сред знатните кръгове в Рим Филип Арабина е счетен за варварин от провинциите, нагъл чуждоземец, заграбил властта чрез убийство и измама. За да избегне узурпации Филип игнорира римските аристократи и започва да поверява важните военни и граждански постове изцяло на своите арабски роднини и съплеменници. Обявява малолетния си син Филип II за съимператор.
През управлението на Филип Арабина в империята се увеличават външните и вътрешните затруднения. Персите възобновяват агресията си срещу Рим. В 245 г. карпите атакуват Мизия. Императора отива във Филипопол, Тракия, откъдето води войната, докато през 246 г. Панония е нападната от алеманите. Кампанията по Дунав се проточва повече от очакваното, а прякото ръководство от приближените на Филип е корумпирано, действа мудно и некомпетентно. В 248 г. римляните постигат неубедителна победа и сключват временно примирие.
Военните действия и паричните раздавания допълнително задълбочават финансовия недостиг. Римската валута започва да се обезценява още по-бързо, а цените се покачват, вследствие на което масата от населението продължава да обеднява все повече.

### Хилядната година на Рим
По времето на Филип Арабина Рим посреща хилядната годишнина от своето основаване (според легендата на 21 април 753 пр.н.е.). Императора използва случая за да увеличи своята популярност сред народа като устройва невиждани празненства и зрелища. През 248 г. в Рим се празнуват Секуларните (столетните) игри (ludi saeculares са чествани и 44 години по-рано от Септимий Север). Величествени спектакли, шествия и представления се организират и провеждат през цялата година за развлечение на населението. Животните, представени на арената, са същите които преди години са били събрани за очаквания триумф на Гордиан III над персите.
Зрелищата временно отвличат вниманието на тълпата, но струват скъпо, а всички начинания са безполезни за да донесат одобрение на непопулярния император. Носели се и слухове че Филип тайно е приел християнството, може би от угризения за убийството на предшественика си. С пресъхнали средства недоволството скоро се надига, така че 249 година, последната от управлението на Филип Арабина, се отличава с появата на много узурпаторски бунтове.

### Узурпатори и претенденти
През 249 г. избухват поне два големи бунта срещу Филип Арабина: Йотапиан въстава в Сирия срещу тираничното управление на Приск, брата на императора, докато Пакациан е издигнат за претендент в Мизия. Други предполагаеми узурпатори от това време са Силбаннак и Спонсиан.
Притиснат от множеството надигания в провинциите, Филип предлага на Сената да абдикира, но до това не се стига. В средата на годината императорът изпраща изтъкнатият сенатор Деций, родом от Панония, за да постигне споразумение с въстаналите войски на Пакациан. Щом Деций пристигнал в Мизия, метежните легиони веднага се отрекли от Пакациан, убили го и минали на страната на Деций. Тогава, въпреки волята си, той бил принуден да приеме императорската власт от ръцете на войниците, за да ги поведе срещу омразния чуждоземец на трона. В битката край Верона, Филип губи сражението и загива в боя (август-септември 249 г.). Главата му е отрязана и занесена на Деций. Синът му Филип II е убит в Рим след това и Деций е признат от Сената за император.